# Fatafehi Laufilitonga

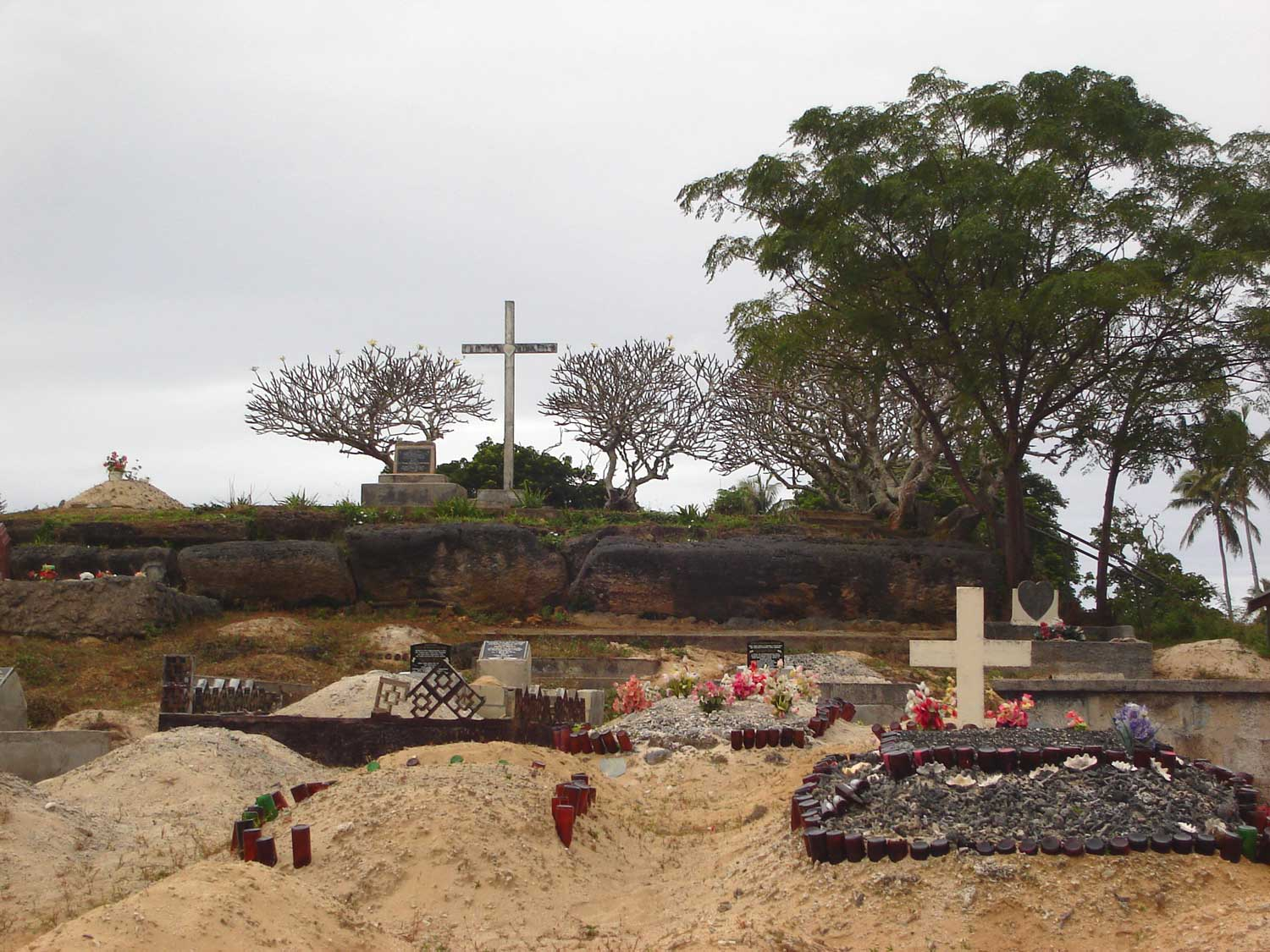
Laufilitongas grav, langi Tu'ofefafa

Fatafehi Laufilitonga, född 24 augusti 1797, död 9 december 1865 (1), var den siste monarken i Tu'i Tonga-dynastin i det tonganska imperiet i nuvarande Tonga.

## Biografi
Endast lite är känd om Laufilitongas liv.
Laufilitonga var ende son till Fatafehi Fuanunuiava (38:e kung i Tu'i Tonga-dynastin) och dennes hustru Veiongo Moheofo.
Han efterträdde sin far 1810 som överhuvudet i familjen men ansågs för ung för att ta titeln "Tu'i Tonga". Denna titel hade även sedan längre tid endast begränsat makt där den världsliga sedan länge log hos Tu'i Kanokupolu-dynastin. Laufilitonga hade ambitionen att åter öka makten för Tu'i Tonga.
Laufilitonga utmanade Tāufaʻāhau (blivande kung George Tupou I) i en maktkamp och 1826 stod det avgörande slaget (Slaget vid Velata) mellan Tāufaʻāhau och Laufilitonga vid orten Tongoleleka strax söder om Pangai på Lifukaön. Laufilitonga förlorade slaget och därmed i stort all makt.
1827 utnämndes Laufilitonga visserligen till Tu'i Tonga men ämbetet saknade nu helt inflytande.
Den 7 november 1851 konverterade Laufilitonga till katolicism och tog därefter namnet Samuelio Fatafehi Laufilitonga (2).
Efter sin död begravdes Laufilitonga i "langi Tu'ofefafa" i Mu'a.